# Molnbyträsket
Molnbyträsket (finska: Myllykylänjärvi) är en sjö i Borgå stad i Finland.   Den ligger i landskapet Nyland, i den södra delen av landet, 60 km nordost om huvudstaden Helsingfors. Molnbyträsket ligger 25,8 meter över havet. Arean är 1 kvadratkilometer och strandlinjen är 9,45 kilometer lång. Sjön  ingår i Illbyåns huvudavrinningsområde.   I omgivningarna runt Molnbyträsket växer i huvudsak blandskog. Den sträcker sig 1,9 kilometer i nord-sydlig riktning, och 1,1 kilometer i öst-västlig riktning.